# نیدیکولا
نیدیکولا (به لاتین: Niidiküla) یک منطقهٔ مسکونی در استونی است که در دهستان کاینا واقع شده‌است.